# Ожио
Ожио (груз. ოჟიო) — село, находящееся в Ахметском муниципалитете края Кахетия Грузии. Ожио расположено в долине реки Алазани, на высоте 520 метров над уровнем моря.

## Общие сведения
Основное занятие населения — сельское хозяйство, в частности, виноградарство. Ожио причисляется к одному из лучших винодельческих районов Икалтойской микрозоны, производящего кахетинские вина высокого качества.

## Знаменитые уроженцы села
Ожио — родина Луарсаба Андроникова, принадлежавшего к старинному грузинскому дворянскому роду, отца Ираклия Андроникова.